# إيلين بيك
إيلين بيك (بالإنجليزية: Ellen Peck)‏ هي ناشِطة أمريكية، ولدت في 1942 في نورمال في الولايات المتحدة، وتوفيت في 15 مارس 1995 في نيويورك في الولايات المتحدة.